# Sigurd Hansson (journalist)
Johannes Sigurd Hansson, född 12 december 1870 i Fleninge församling i Skåne län, död 31 december 1942 i Västra Frölunda församling, var en svensk tidningsman. Han var son till lantbrukare Nils Hansson och Kerstin Hansson, född Nilsdotter.

## Biografi
Hansson avlade studentexamen i Helsingborg 1888, filosofie kandidat vid Lunds universitet 1891, filosofie licentiat 1900 och filosofie doktor samma år på avhandlingen Den svenska kyrkomötesinstitutionen. Han var Lunds studentkårs vice ordförande 1899 och ordförande 1900. Han var medarbetare i Lunds Dagblad 1898, i Göteborgs Handels- och Sjöfartstidning 1901–09 och 1913–42, i Göteborgs-Posten 1909–12 och i Göteborgs-Tidningen 1915-22.
Hansson tillhörde Göteborgs stadsfullmäktige 1911–26, var ledamot av renhållningsstyrelsen 1913–18, ledamot av drätselkammaren 1915–23, suppleant 1924–26, vice ordförande i Göteborgs statistiska kommitté 1918–31 och Göteborgs polisnämnd 1926–31. Han var initiativtagare till och ledamot av styrelsen för Svenska Mässan från 1918 och initiativtagare till Göteborgs botaniska trädgård 1912.
Hansson var medlem av 1926 års sinnessjuksakkunniga 1926–28, i justitiedepartementet tillkallad sakkunnig för kommunallagfrågor i sammanhang med processreformen 1927 och i socialdepartementet tillkallad utredningsman för polisorganisationen 1931–32. Han skrev även Det tusende lokomotivet, Nydqvist & Holm, Trollhättan (1912) samt broschyrer och tidskriftsuppsatser.